# Альгенштедт
Альгенштедт (нем. Algenstedt) — община в Германии, в земле Саксония-Анхальт.
Входит в состав района Зальцведель. Подчиняется управлению Зюдлихе Альтмарк. Население составляет 216 человек (на 31 декабря 2006 года). Занимает площадь 9,82 км².